# Пайероль
Пайеро́ль (фр. и окс. Pailherols) — коммуна во Франции, находится в регионе Овернь. Департамент — Канталь. Входит в состав кантона Вик-сюр-Сер. Округ коммуны — Орийак.
Код INSEE коммуны — 15146.
Коммуна расположена приблизительно в 440 км к югу от Парижа, в 100 км южнее Клермон-Феррана, в 20 км к востоку от Орийака.

## Население
Население коммуны на 2008 год составляло 169 человек.
| 1962 | 1968 | 1975 | 1982 | 1990 | 1999 | 2008 |
| ---- | ---- | ---- | ---- | ---- | ---- | ---- |
| 332  | 301  | 213  | 195  | 171  | 153  | 169  |

## Экономика
В 2007 году среди 111 человек в трудоспособном возрасте (15—64 лет) 89 были экономически активными, 22 — неактивными (показатель активности — 80,2 %, в 1999 году было 67,8 %). Из 89 активных работали 84 человека (56 мужчин и 28 женщин), безработных было 5 (2 мужчин и 3 женщины). Среди 22 неактивных 5 человек были учениками или студентами, 10 — пенсионерами, 7 были неактивными по другим причинам.

## Фотогалерея

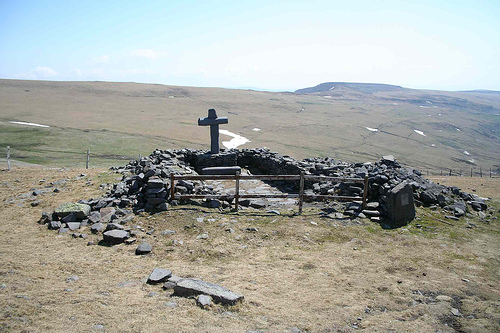
Руины часовни
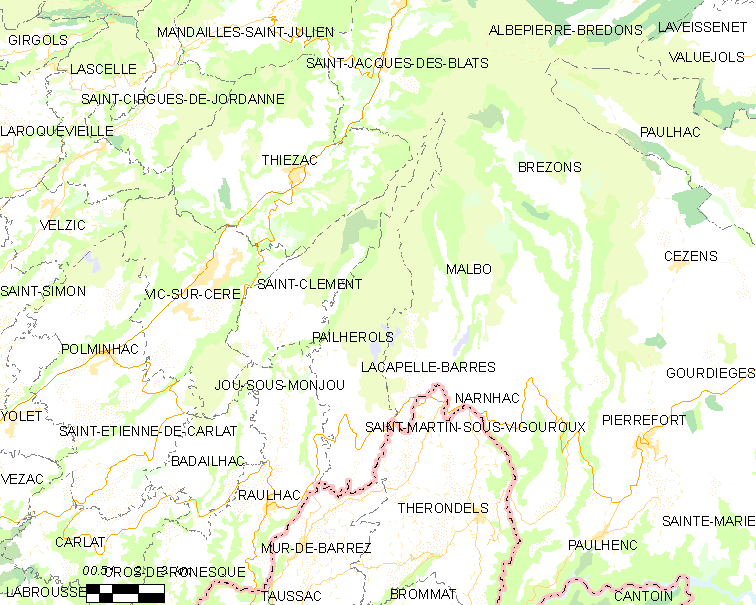
Карта коммуны